# アリアンロッド・リプレイ・レジェンド
『アリアンロッド・リプレイ・レジェンド』は、FEARによる『アリアンロッドRPG』のリプレイシリーズ。ルール第一版環境下の正伝（全4巻8話）と『アリアンロッドRPG 2E』環境下の外伝『アリアンロッド・サガ・レジェンド 貧乏姉妹の栄光』（全1巻1話）で構成される。通称『レジェンド』シリーズ。
ゲームマスター・リプレイ執筆は丹藤武敏。イラストレーターはヤトアキラ。
なお本記事においては、特記無き限り、便宜上『アリアンロッドRPG』のルール上のギルドとしての「コロローナ商会」は「ギルド・コロローナ」、作中設定の商人としての「コロローナ商会」は「商会」と記す。

## 概要

### アリアンロッド・リプレイ・レジェンド
『アリアンロッドRPG』のリプレイシリーズ第5作となる本シリーズは、『アリアンロッド・リプレイ・ハートフル』以来のエリンディル大陸を舞台としたリプレイである。『ハートフル』同様、本シリーズはパーティの旅を描くのではなく一箇所を中心としたストーリーとなっている。
また本シリーズは、シナリオ集『エリンディル・ウォーカー』で導入されたコロシアム戦闘ルールや『上級ルールブック』で追加されたスクウェア戦闘ルールの導入例となっている（これらのルールは『スキルガイド』の刊行に伴い改定され、サプリメント『バトルフィールド』に収録されている）。加えて2巻以降はサプリメント『エリンディル・レジェンドガイド』で導入されたレジェンドデータの導入例ともなっている。
レギュラーNPCとして『アリアンロッド・リプレイ・ルージュ』のマティアス・アディンゼルが出演する他、他のエリンディル大陸を舞台としたリプレイのPC・NPCもゲスト出演しており、他シリーズとの関係も維持されている。
TRPG業界外からのゲストプレイヤーとして、富士見書房編集者の妹尾絵美を迎えている。妹尾は当時『ドラゴンエイジ』編集部よりゲーム部門に異動したばかりだったが、TRPGのプレイ経験があり、FEAR社長の鈴吹太郎のスカウトで参加することとなった。

### アリアンロッド・サガ・リプレイ・レジェンド
『レジェンド』の後日談であると共に、アルディオン大陸を舞台とする『アリアンロッド・サガ』の一作品を構成する。一箇所を中心としたストーリーなのは正伝同様である。一方、ルール環境が『2E』に移行したため、刊行時点で未サポートのコロシアム戦闘ルールや、差し替えや地域的制約があるレジェンドデータは採用されていない。
『アリアンロッド・サガ』プロジェクト終盤の作品であることから、『アリアンロッド・サガ・リプレイ・アクロス』を除く『アリアンロッド・サガ』全リプレイのPC・NPCがNPCとしてカメオ出演している。また舞台の関係上、『アリアンロッド・サガ・リプレイ・デスマーチ』2巻とは関わりが強い。

## あらすじ
水の都クラン＝ベル。この地の有力商人でかつて”クラン＝ベルの風雲児”の名で知られる冒険者だった父を持つフレアとセレネのコロローナ姉妹は、何不自由ない生活を送っていた。ところが、”風雲児”が外国との交易旅行の帰途に行方不明になったことで姉妹の運命は一転する。
父が残した100万Gの負債の返済に迫られた姉妹は、父の知人というプロモーター・サントスを頼り、この地の名所「モンスターコロシアム」で行われる興行「Fリーグ」で奮闘するのであった。

## 登場人物

### ギルド「コロローナ商会」
ギルドマスターはフレア。システム上はギルドだが、物語上ではFリーグに参戦する選手チームとなっている。プレイヤーレベルは1から開始され、正伝最終話開始時点で8、『サガ・レジェンド』で15に到達している。
フレア・コロローナ（妹尾絵美）
ヒューリンのウォーリア→ウォーロード/グラディエーター→モンク→グラディエーター/バンガード。“風雲児”の双子の娘の姉。
人を疑う事を知らない純真無垢な性格で、常に笑顔が絶えない。その一方、無意識に相手の痛い所を突くボケならぬ天然ツッコミなる特技（?）がある。その性格上、嫌味を言われても素で流してしまうため効果がない。また、いざ戦闘となると先頭を切って突っ込んでいく切り込み役でもある。
前線構築役にもかかわらず鎧を着けていない。自宅には父の仕掛けた大量のトラップがあり、セレネ共々そこで生活して来たため、お嬢様育ちにもかかわらずバイタリティが非常に高い。
戦闘においては物理攻撃役を担当。「レイジ」「バッシュ」などの恒例のスキルで高いダメージを叩き出す。第3話「はじめてのダンジョン」でアロンダイトに「水波斬」という必殺技を伝授されており、さらに火力が高くなっている。「レイジ」を狙って立ち回るためダメージが蓄積したまま戦闘することが多く、パーティ内ではやたら戦闘不能になっている。
ゼダン暗殺計画を阻止して父親を救った後はセレネと共にFリーグを卒業し、冒険者として旅に出た。「サガ・レジェンド」ではその後の動向が描かれているが、戦闘スタイルが両手剣使いになった以外はほとんど変わっておらず、相変わらず素直かつ天然ツッコミのままであった。

セレネ・コロローナ（藤井忍）
ヒューリンのアコライト→プリースト/サモナー→メイジ→サモナー/プロフェッサー。”風雲児”の双子の娘の妹。
素直な姉とは対照的に冷静かつ現実的、さらに心配性な性格で、抑え役に回ることが多い。「ポメロ」というファミリアをいつも連れている。
フレアとの姉妹愛は非常に強く、彼女が危機に陥ったり嵌められたりすると、途端に危険な雰囲気（プレイヤーの藤井曰く「黒いオーラ」）を纏う。また、フレアが絡む判定ではとにかくダイス目がよくなる傾向があり、幾度もパーティの危地を救っている。父親の残した品の一つである「パリスの剣」のバッジを持っている。
戦闘においては「ヘイスト」「プロテクション」での支援が主な仕事。また、パーティの常套手段である「魔のコンボ」の片割れで、彼女の役割は「サモン・リヴァイアサン」による「転倒」付与。「サガ・レジェンド」ではダメージ増加や「ホーリーライト」などを軸に支援役として立ち回る。

ドル・ジャマダル（鈴吹太郎）
ネヴァーフのメイジ→ソーサラー/ニンジャ/プロフェッサー。年齢は50代。”風雲児”の旧友で商会の番頭。
商人としての経験は長いが、冒険者としては初心者。ちなみにプレイヤーの鈴吹曰く「マーチャント20レベル」とのこと。また、本リプレイでの参戦以前にもFリーグに在籍していたことがあり、その経験を活かして、選手たちの相談役にもなっている。
”風雲児”から双子のことを任されており、貧乏生活の中でも絶えず二人の面倒をみる苦労人。「ダイバダッダ忍法」なる忍術を修めているのだが、当初はほとんど忘れていた。「ドル資金」なる独自の貯金を持っている。
戦闘においては魔法攻撃役を担当。「魔のコンボ」の片割れで、彼の役割は「ランドフィッシャー」による「マヒ」付与。
双子がFリーグを卒業したのを機に、短いながら起伏に富んだ冒険者生活に終止符を打ち、再び番頭として商会を預っている。「サガ・レジェンド」では悠々自適の生活を送っていたが、カーマインの要請を受けてヘクスフォードに渡り、経営トラブルを解決。本来はその場でPCが全員集合する予定だったが、堅実な生活にしがみ付くあまり他の3人どころかGMを無視するという前代未聞の行動に出ている（結局フレアの実力行使で集合させられた）。

ユーノス・ローリングスター（田中信二）
ドゥアン（オルニス）のシーフ→スカウト/バード。
自らを「夢と希望を与えるために使わされた天使」と自称する吟遊詩人。コロローナ姉妹をいずれ伝説になる逸材と感じ、プロデュース兼マネージャーとして活動している（実質居候）。フレア曰く「そこそこ美形」、本人いわく「そこそこなのは顔だけ」。
出身地は不明だが、かつて「セレスチャルフォース」という同郷のオルニスの集団に所属していた過去がある（そこでの名前は「セレスチャルイエロー」）。彼ら同様自分で決めた「設定」にのめり込む癖があり、ギルド・コロローナが色物扱いされる大きな原因になっている。しかし実力は高く、歌による支援はパーティを支える柱の一つである。本人いわく「奏でる曲は伝説となる」。
戦闘では呪歌を用いた支援を担当。ほとんどダイスを振らないと言う特殊な構成になっている。
双子と共にFリーグを卒業した後、「無限の砂漠」の東に広がる「東方世界」に向かった。そこでの活躍は『アリアンロッド・リプレイ・ブレイド』で描かれている。

### Fリーグ関係者
サントス
ヴァーナ（アウリク）。Fリーグの興行主。
慇懃な態度や、自宅の調度品の成金趣味など「いかにも」な人物だが、彼とFリーグに対する悪評は試合形式に関するものばかりで。不思議と金銭トラブルはない。またアロンダイトと親しいなど謎めいた部分も見せる。
その正体はギルド連盟「パリスの剣」に連なるギルドの一員で、”風雲児”とフェルナンドとはその頃からの友人。「パリスの剣」の再建と冒険者養成のためにFリーグを始めていた。
クラッシュエンジェルズ
Fリーグ1の人気を誇る女性二人組のギルド。ウォーリアのライオ、アコライトのネルから成る。
デッドマンズ
Fリーグ出場チームの一つで、第1話「はじめてのコロシアム」にてギルド・コロローナが初めて対戦したNPCチーム。全員が死刑囚という触れ込みと、額に「死」と書かれたホッケーマスクに鉤爪という扮装で強烈な印象を与えるが、実際の前科は空き巣だけで、仮面を外した素顔は人の良さそうな中年である。
メンバーはヒューリンのチュウ、フィルボルのショウ、ドゥアン（セラトス）のダイ。チュウについてはサプリメント『バトルフィールド』でデータが設定されている。
SLASH
Fリーグ出場チームの一つで「美少女首切り系アイドルギルド」を標榜する。「SLASH」は「スーパーレディ・アンド・スーパーヒロインズ」の略。リズムに合わせて戦うスタイルを身上とし、セレネは「ダンサーやバードがいる」と推測している。
4人編成で、リーダーのドロシーは『バトルフィールド』でデータが設定されている。
ゴージャスサンズ
第2話「はじめてのスポンサー」でギルド・コロローナと対戦した金持ちのギルド。ドロップ品でPCを釣る「これでどうかね？」なる珍妙なオリジナルスキルを使用するなど、価値観の第一は「金」。しかし、ギルド・コロローナに敗北したことで金を上回る力の存在を知り、以後は価値観の第一に「友情」が加わる。そのため現在は「ゴージャスサンズF」となっている(Fは「フレンド」のことらしい)。
メンバーはヒューリンのウォーリア、ラファエロ・ブオナローティ、フィルボルのシーフ、ヴァレリオ、エルダナーンのメイジのエミリアーノ。ラファエロについては『バトルフィールド』でデータが設定されている。
エルクレストブレインズ
第3話「はじめてのダンジョン」にて、Fリーグ主催のサバイバル・ダンジョン大会に出場したチーム。その名の通りエルクレスト・カレッジの成績優秀者で構成される。
ワイルドイヤー
エルクレストブレインズと同じくサバイバル・ダンジョン大会に出場したチーム。全員がヴァーナで構成された3人組のチームで、内訳はアウリラのピョン・スティンガー、アウリルのワン、アウリクのニャン。試合中は非常に血気盛んで喧嘩っ早いが、実際は素直。ヒールだが、孤児院の慰問試合ではベビーフェイスとして戦う。
セレスチャルフォース
全員がドゥアン(オルニス)で構成されたチーム。ユーノスも元はここに所属していた。全員が自分で決めた「設定」に従って行動しているため、演劇を見ているような突拍子もないことを言ったりする。しかし実力は非常に高く、ユーノスいわく「設定が生かされるほど実際に強くなる」。元々はユーノスを含む6人だったが、「イエロー」のユーノスと「パープル」（シーフ/レンジャー）が抜けてしまったため現在は4人。第4話「はじめての挑戦状」でフレアの「水破斬」習得に反発してFリーグに乱入し、一度は彼女を打ち負かしたが、再戦で敗北。その後はFリーグに所属している。メンバーはウォーリア/サムライのレッド、メイジ/ニンジャのブルー、ウォーリア/モンクのブラック、アコライト/ダンサーのピンク。パープル含め全員本名は不明。
本来は魔族と戦うためのギルドであり、リーダーのレッドはアロンダイトの弟子で「火焔斬」を操る。そのため、「水波斬」を始めとする技の存在意義を知る。しかし、「設定」のために完全な色物集団と化してしまっている。
マーセナリードリームチーム
新人王決定戦にエントリーして来た3人組の傭兵ギルド。シグがセコンドについている。選手としては駆け出しだが戦歴が長く、かなりの実力を持つ。メンバーはウォーリア/モンクの槍使いスピア、ウォーリア/サムライの刀使いブレイド、シーフ/ガンスリンガーの二丁魔導銃使いツーハンド。全て傭兵としてのコードネームであり、本名・種族は不明。ブレイドは般若の面を被っており、素顔は端正な顔立ちの女性。新人王決定戦の決勝でギルド・コロローナと激突。フレア・ドルの奮戦でブレイド・スピアは立て続けに撃破されたが、道連れにドルをKO。残ったツーハンドはフレアを撃沈したものの、セレネとユーノスの連携による連続攻撃で沈み、敗北した。

### その他の登場人物
“クラン＝ベルの風雲児”
コロローナ姉妹の父。ヒューリンの元冒険者で商人。比類なき豪運の持ち主で絶えざる成功を勝ち取ってきた。しかし交易旅行の帰途で遭難し行方不明となり、姉妹には彼に投資した100万Gの負債が残されてしまった。
終盤、神聖ヴァンスター帝国のフィンジアス島に漂着し無事であることが明らかになるが、そこで陰謀に巻き込まれてしまう。最終的にはギルド・コロローナの尽力で釈放されたが、姉妹が会いに来る前に「父親として会わせる顔がない。冒険者として一から出直す」と自分探しの旅に出てしまった。
作中では名前は明らかにされないが、『エリンディル・レジェンドガイド』ではジュリオ・コロローナというフルネームが明かされている。ちなみに妻(フレア・セレネの母親)は早くに亡くなっており、詳細は不明だがサムライだったことは判明している。
マティアス・アディンゼル
『ルージュ』シリーズからのゲスト出演。詳細は『アリアンロッド・リプレイ・ルージュ』を参照。
クラン＝ベル大神殿において金融担当を務めている。“風雲児”の遭難後、クラン＝ベル大神殿は“風雲児”への投資を肩代わりしており、その資格において商会に対する債権の取立て役を務めるが、リプレイの進行と共に、別の意図をもって商会に接近していたことが明らかになる。
その意図とは“風雲児”が持つという「風雲児の秘宝」を手にすることで、借金のカタに差し押さえた家財道具から探していた。しかし、ギルド・コロローナが怒涛の勢いで返済を進めたため事を焦り、ハッピーラッキーブラザーズやラウラを送って妨害にかかったがいずれも失敗。最終的には、手を貸していたガスコイン伯爵の拘束を知って辞官、夜逃げ同然でクラン＝ベルを去った。
GMの丹藤によれば、本シリーズのシナリオギミックの関係上、「9割持って行きそうな人物」として再登場させたとのことである。
カタリーナ・カタルヘナ
ヒューリン。コロローナ姉妹の友人。姉妹には羨望と嫉妬が入り交じった感情を持っており、シリーズ序盤は妨害工作や様々な嫌がらせを仕掛けていたが、そのたびに姉妹の奮闘やフレアの純真かつ天然ツッコミな性格によって挫かれてしまっていた。
後に別の興行団体からグラディエーターとしてデビュー。最終話「はじめての遠征試合」では、ガスコイン伯爵の放った刺客によって御前試合会場への到着を遅れさせられているギルド・コロローナのために、自身の試合の勝利後にヒール的言動で対戦相手や観客を煽って時間を稼いだ。
兄と姉がおり、兄カーマインはアルディオン大陸に渡ってカタルヘナ商会の支店を率いている。またFリーグに参戦している仮面の女戦士「ビューティ・エレ」の正体は姉エレオノーラだとの噂がある。
フェルナンド・カタルヘナ
ヒューリン。カタリーナの父親で商社「カタルヘナ商会」を率いる。Fリーグのことは「場末の低俗な団体」と蔑んでいるが、実は“風雲児”の冒険者仲間であり、Fリーグにも出資者の1人として名を連ねている。“風雲児”については「運は強いが間が悪い」と評しており、「秘宝」を手に入れてからの彼の剛運に嫉妬を抱いた時期もあった。
非常な焼肉好きで、三度の食事はもちろん午後のティータイムのお茶請けも焼肉にするほど。
アロンダイト・ブランド
「はじめてのダンジョン」において、Fリーグが訓練場として有する島の湖で釣りをしていた剣士。ボサボサ頭に眼鏡という風采の上がらない容貌だが、剣の腕は確かで、偶然出会ったフレアに秘技「水波斬」を伝授する。同話のラストでサントスと会話するシーンがあるが、彼と知り合った経緯は明らかでない。
その正体は『エリンディル・レジェンドガイド』の公式NPCで、「風の時代」に「神聖王」アルトリウスの円卓の騎士の一人だったエルダの剣豪「妖精騎士アロンダイト」本人である。アルトリウスに最後まで忠誠を誓いながら、その死と神聖王国の崩壊を見届けなければならなかったアロンダイトは、三度の「神々の粛清」を生き延び、魔族と闘い続けてきた。その中で彼は、フレアやセレスチャル・レッドのような実力的には未熟だが絶望的な状況にあっても決して進むべき道を違えない強い心を持つ冒険者に、自身の剣技を伝授してきたのだ。
ウェルチ
『無印』シリーズからのゲスト出演。詳細は『アリアンロッド・リプレイ』を参照。
クラン＝ベル大神殿の神官長代理。つまりモンスターコロシアムで行われるギャンブル試合の胴元であり、“風雲児”の遭難で商会が負った負債の債権者でもある。しかし「はじめてのスポンサー」でギルド・コロローナからのスポンサー探しの相談をマティアスに回してしまうなど、マティアスの思惑には気づいていなかったようだ。
クールフィッシャーマンズ
「はじめてのダンジョン」にて行われたサバイバル・ダンジョン大会に神聖ヴァンスター帝国から出場した、全員がヴァイキングという自称「海の漢のギルド」。結束力が非常に強い。4人構成だが名前は不明。普段は帝都ヴァンスターで魚商人を営んでおり、最終話「はじめての遠征試合」ではガスコイン伯爵の私兵に追われるギルド・コロローナを魚市場に匿い、御前試合当日には私兵たちに応戦した。
ハッピーラッキーブラザーズ
ヒューリン。マティアスがギルド・コロローナを妨害するために送り込んだ兄弟。兄のハーレマン(ヒューリン、ウォーリア/アコライト)、弟のダットソン(ヒューリン、メイジ/モンク)からなる。「幸せ」に関する考え方が兄弟で違うらしく、しょっちゅう喧嘩している。
立て続けの奉仕活動でギルド・コロローナを疲弊させ、最後には自分たちで立ちはだかったが、フレアの奮戦でハーレマンは撃沈、ダットソンはフレアを倒してしまったことでセレネの怒りに火をつけ、倒された。この戦いで改心したのか、「はじめての遠征試合」では御前試合会場に向かうギルド・コロローナの道を作るべく、ヴァンスター市内を流れる川でガスコイン伯爵が雇ったギルマン傭兵と戦っている。
ハーレマンの方は元軍人（なぜか階級が軍曹）で、戦争中に啓示を受けたことで、「笑顔でいれば何でも乗り越えられる」という認識を持ち、結果所属部隊が「死の微笑み小隊」とあだ名をつけられている（恐らく「フルメタル・ジャケット」のハートマン軍曹が元ネタ）。また、一方のダットソンは過去にひどい失恋経験をしたトラウマから同性愛気味なところがあり、事あるごとにユーノスに迫っている。
ラウラ
フィルボル。ハッピーラッキーブラザーズが失敗した後、マティアスがギルド・コロローナを妨害するために送り込んだ少女。
父親が事業に失敗し、神殿に10万Gの借金を抱えている。それを免除する代わりに、ギルド・コロローナが試合で勝てないよう妨害することをマティアスから命じられていたが、自身の実直かつ緊張しがちな性格など様々な事情でいずれも空振りに終わる。最終的には姉妹に全てを明かし、借金を肩代わりしてもらった上、引き続き商会で働くことになった。姉妹が旅立ってからは、ドルと二人で商会を切り盛りしている。
シグ
『無印』シリーズからのゲスト出演。詳細は『アリアンロッド・リプレイ』を参照。
第6話「はじめての新人王」にて、新人王決定戦に招待出場するチーム「マーセナリードリームチーム」のセコンド役を務めた。
シルヴァ
『無印』シリーズからのゲスト出演。詳細は『アリアンロッド・リプレイ』を参照。
「はじめての新人王」にて、パリス同盟西地区代表「マシンハート」の応援に駆けつけた。その期間中に行われたクラッシュエンジェルズの凱旋パーティにてコロローナ姉妹からマティアスの一連の行動を知らされ、姉妹に協力を約束する。
シグとの関係は相変わらずで、シグがカナンのある西地区から選ばれたマシンハートではなくマーセナリードリームチームに加わったことに噛み付いていた。
ジュライ
『ルージュ』シリーズからのゲスト出演。詳細は『アリアンロッド・リプレイ・ルージュ』を参照。
神聖ヴァンスター帝国に属する特務機関「情報部第十三班」のエージェントでドラゴンライダー。「はじめての遠征試合」で、フィンジアス島に漂着した”風雲児”のスパイ疑惑に関して調査を進める過程で”風雲児”に冤罪がかけられた可能性を抱き、遠征に訪れたコロローナ姉妹に協力を要請した。親皇帝派としてガスコイン伯爵から追われる身でもある。
ゼダン
ヒューリン。『アリアンロッドRPG』の公式NPC。神聖ヴァンスター帝国皇帝。
謎が多い即位の経緯から宮中には反対派も多く、ガスコイン伯爵から命を狙われていた。
ガスコイン伯爵が”風雲児の秘宝”を得たとの噂を確認するため、大胆にも単身で伯爵主催の仮面舞踏会に乗り込むが、そこでフレアに正体を見抜かれてしまう。しかしフレアが黙っていたことで事なきを得た。
御前試合では、ガスコイン伯爵が送った刺客によってギルド・コロローナもろとも命を狙われることになる。
バルタート・ライマール
ドゥアン（ケイネス）。キルディア共和国に本拠を置く秘密結社「竜の顎門」の暗殺者兄弟。バルタートが格闘戦を行うスカウト/モンク、ライマールが斬滅環を使うエクスプローラー/レンジャー。皇帝ゼダン暗殺のためにガスコイン伯爵に雇われ、その邪魔となるギルド・コロローナを試合中の事故に見せかけて抹殺しようと目論んだ。バルタートはフレアを撃破寸前まで追い詰めたものの、ドルの猛攻で撃沈。残ったライマールはフレアの一撃で撃破され、目論見は潰えた。
ガスコイン伯爵
ヒューリン。ヴァンスター貴族。もとはゼダンの兄の側近だったが、ゼダンの即位によって中央から斥けられ、高利貸しなどを営みつつ反皇帝派を糾合し、ゼダン暗殺の機をうかがっていた。”風雲児”が自領内に漂着したのを好機と見てスパイの容疑をかけ拘禁。マティアスと連携して”風雲児の秘宝”を得ようとしていた。
本シリーズのラスボスであり、御前試合ではバルタートとライマールの兄弟を擁してゼダンをギルド・コロローナごと殺害しようと企てた。「竜の顎門」ともつながりがあったらしく、兄弟には「竜の顎門」の暗殺者がサポートについていた。
趣味はジグソーパズルや、トランプやコインで塔を作ることだが、極度な情緒不安定で、積み上げたことを崩されるのが嫌い。それを理由に部下を何人も処罰している。

### サガ・レジェンドの登場人物
マチュア
ヒューリン。ヘクスフォードで「コロローナ記念コロシアム」を運営する女性。
風雲児の失踪後、経営の傾いたコロシアムを何とか立て直そうと奮闘しているが、さっぱり成果が上がらずに悩んでいた。その際、偶然から出会ったコロローナ商会の4人組に相談を持ちかけたことがエピソードの始まりとなる。
人を疑う事を知らない素直な性格。
ギルド「リインカーネーション」
記念コロシアムでコロローナ商会の対戦相手となったギルド。ギルドマスターは「J」に登場したエメロードであり、彼女の「設定」に乗っかった2人+1匹で構成されている。
内訳はギルドマスターのエメリー（パラディン/ウォーリア）、ドゥアンの軍師ナパール（エクスプローラー）、エクスマキナの女性「嘆きの歌姫」（メイジ）、アヴァロンポメロ？（キングポメロ）となっている。ちなみにナパールと「嘆きの歌姫」は読者投稿キャラ。
マウザー
ヒューリンのウォーロード。『デスマーチ』に登場した投稿キャラクター。
エンジェルファイヤーと戦ってボロ負けして以降消息不明だったが、相変わらずヘクスフォードに居着いていた。
ギィ、ドラン
『デスマーチ』のPC達。バルムンク・ノヴァの情報を聞きつけてヘクスフォードで捜査を行っていた。
アキナ・ブルックス
『デスマーチ』のPC。アルが姿を消した後「ライオン仮面少女」として活動しているらしく、その名義でスカウトに応じ、コロシアムに出場している。
ギルド「ドラゴンファイヤー」
「イフ」のPC達。感謝祭興行の出演者を求めてやって来たフレアのスカウトでコロシアムに出場している。
実際にフレアがスカウトに来たのはリディルだったが、この時彼女をロールプレイした藤井の発案で代わりにカルロスとバヤンが参加することになった。
リージュ・フェア・リース
「ゲッタウェイ」のPC。ドルのスカウトに応じて興行マッチに出場した。なお、この時ビルベリの名をあまり売りたくないヒルダの意向で仮面をつけての参加となったが、この時名乗ったのが「マスク・ド・殺意」というリングネームであった。
ベルフト・バウエス・レイウォール
「サガ無印」のNPC。この時期は各地を流浪して武者修行をしており、エストネル近辺で道に迷っていたユーノスを助けてどこかに去って行った。
モルガン・ル・フェイ
アヴァロンの妖精。
牢に捕まっていた風雲児を「神喚者（ヴァリエンス）」に相応しい力量の持ち主と見込み、アヴァロンに迎え入れている。

## 用語
モンスターコロシアム
クラン＝ベル北東部にあるコロシアム。ネヴァーフ文明が絶頂に達した「地の時代」の遺跡で、現在は一富豪に買い取られ、冒険者とモンスターもしくは冒険者同士の戦いが、神殿を胴元とするギャンブルとして複数の興行団体によって開催されている他、冒険者ギルドや傭兵の訓練、公共行事などに貸し出されている。
Fリーグ
モンスターコロシアムの興行団体の一つ。興行主はサントス。
珍獣との戦いや現金争奪戦など、あからさまな大衆受けを狙った興行を行っており、人気は高いが黒い噂も多く流れ、一般には場末の低俗な興行団体と見られている。しかしエリンディル西方で人気の高いクラッシュエンジェルズが在籍し、エルクレスト・カレッジも選手を派遣するなど、場末の団体にしては不可解な点もある。
その真の目的は、エリンディルの冒険者たちの間で近い将来起こると予測されている魔族との最終戦争に備え、一騎当千の戦士を育成し、ギルド連盟「パリスの剣」の再興を準備することにある。そのためアロンダイトの協力を得ている。
パリスの剣
エリンディル西方史上初にして最大のギルド連盟。指導者は元ライン王国の将軍フリオン。設立には『アリアンロッドRPG』の公式ノンプレイヤーギルド「風の旅団」を率いるルーミス・フェーダや、『アリアンロッドRPGトラベルガイド』の公式NPCである”霧の森の”アルサラスも関わっている。
聖暦898年に勃発し、25年間に渡ってエリンディル西方を揺るがし続けた魔族による戦乱「バラムの乱」を終結に導いた。終戦直後のフリオンの暗殺により、加盟ギルドの総意で解体されたが、これらのギルド（派生ギルドも含む）の間には「戦友のギルドの危機には救援を試みるべし」という約定が残されている。
セレネが着用している父のバッジは『エリンディル・レジェンドガイド』に記述されているレジェンドアイテムで、パリスの剣加盟ギルドのメンバーであることを示す。
風雲児の秘宝
”風雲児”が持つとされる秘宝。シリーズ終盤のキーアイテム。
作中の”風雲児”の添え状の記述と、『エリンディル・レジェンドガイド』の記述の相似から、レジェンドアイテム「風雲の護符」と考えられる。

## 作品一覧
- アリアンロッド・リプレイ・レジェンド1 貧乏姉妹の挑戦 ISBN 978-4-8291-4556-2
- アリアンロッド・リプレイ・レジェンド2 貧乏姉妹の憂鬱 ISBN 978-4-8291-4569-2
- アリアンロッド・リプレイ・レジェンド3 貧乏姉妹の驚愕 ISBN 978-4-8291-4581-4
- アリアンロッド・リプレイ・レジェンド4 貧乏姉妹の伝説 ISBN 978-4-8291-4597-5

## 関連サプリメント
- エリンディル・レジェンドガイド ISBN 978-4-8291-7677-1
- バトルフィールド ISBN 978-4-86224-050-7